# Печать Нью-Мексико
Большая Печать штата Нью-Мексико (англ. Great Seal of the State of New Mexico) — официальный государственный символ штата Нью-Мексико, США.  Исторически в США рисунок государственной печати является одновременно и гербом штата. Современный вид печати и герба был утверждён в 1913 году.

## История
Первый вариант печати был разработан вскоре  после создания правительства Территории Нью-Мексико в 1851 году. Первоначальная печать была утрачена, возможно, она была помещена как один из памятных знаков в первый камень при закладке монумента солдатам  на площади Санта-Фе-Плаза. По оттискам оригинальной печати видно, что на ней был изображён американский орёл, сжимающий в когтях одной лапы оливковую ветвь, а в другой - три стрелы. В кольце вокруг изображения шла надпись «Great Seal of the Territory of New Mexico» (англ. «Большая печать Территории Нью-Мексико»). 

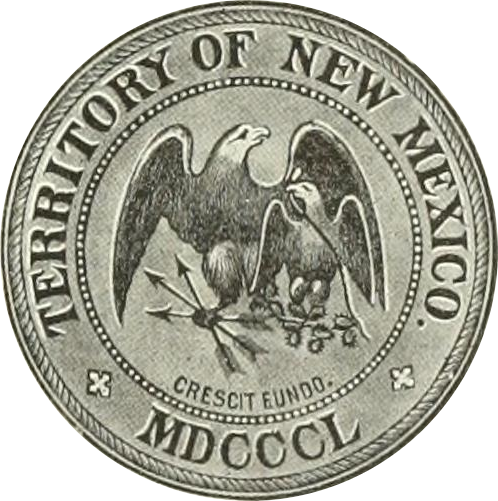
Печать штата, 1913 год

В начале 1860-х годов неизвестный чиновник ввёл в обращение новую печать, рисунок которой близок к современному. На ней изображён американский орёл с расправленными крыльями, защищающими меньшего по размеру мексиканского орла (мексиканский орёл – символ, изображённый на гербе Мексики). По краю печати шла надпись «Territory of New Mexico» (англ. «Территория Нью-Мексико»), а в нижней части – «MDCCCL» («1850 год» римскими цифрами).
Неизвестна причина и время появления на печати надписи на латинском языке «Crescit Eundo» (лат. «Растёт на ходу»). В 1882 году государственный секретарь Территории Нью-Мексико Уильям Рич (англ. William Ritch) утвердил образец печати с этой надписью. Эта версия была положительно принята и утверждена как официальная печать и герб законодательным собранием территории в 1887 году.
В 1912 году Нью-Мексико стал 47-м штатом США, и законодательное собрание назначило комиссию по разработке печати и герба штата. В комиссию вошли действовавший в то время губернатор Уильям Мак-Дональд, генеральный прокурор Фрэнк Клэнси, верховный судья Кларенс Робертс и государственный секретарь Антонио Лусеро. Комиссия проработала полтора года, и пришла к заключению оставить предыдущий рисунок печати и герба, заменив на них лишь дату на 1912. В 1913 году официальная Большая печать штата Нью-Мексико была утверждена. В 2005 году сенатор от штата Джозеф Карраро предложил заменить девиз на печати гербе на латинское изречение «Antiqua suspice, crastina accipe» (лат. «Уважая прошлое, обнимаем будущее»), мотивируя это непонятностью существующего девиза для современников.

## Описание герба
В официальном описании указано:
|  | The coat of arms of the state shall be the Mexican eagle grasping a serpent in its beak, the cactus in its talons, shielded by the American eagle with outspread wings, and grasping arrows in its talons; the date 1912 under the eagles and, on a scroll, the motto: «Crescit Eundo». The great seal of the state shall be a disc bearing the coat of arms and having around the edge the words «Great Seal of the State of New Mexico». |  | На гербе штата помещён держащий в клюве змею, а в когтях кактус мексиканский орёл, которого защищает американский орёл с расправленными крыльями, держащий в когтях стрелы; дата 1912 под орлами и девиз на свитке «Crescit Eundo». Печать штата должна представлять собой диск с гербом и иметь надпись по краю «Great Seal of the State of New Mexico» |  |
|  | |  | |  |

Мексиканский орёл – это символ Мексики, на гербе которой изображён золотой орёл (беркут). Золотой орёл со змеёй в клюве и кактусом в когтях отражает древние мифы ацтеков, коренных жителей территории Мексики. Современный Нью-Мексико был  основан испанскими колонистами, был частью Новой Испании, а затем Мексики. Изображение мексиканского орла подчёркивает национальные традиции ацтеков и испанских поселенцев. Более крупный американский орёл, защищающий крыльями мексиканского орла, символизирует изменение статуса территории в 1846 году, когда она перешла под юрисдикцию США. Американский орёл держит в когтях стрелы, а его взгляд направлен на мексиканского орла. В целом композиция отражает доминирующее положение США при уважении культурных, исторических и национальных традиций местного населения.
Дата 1912 год указывает на время образования штата Нью-Мексико. Девиз на свитке на латыни «Crescit Eundo» первоначально указывало на постоянное расширение территории Нью-Мексико. Современная трактовка обращается к постоянному расширению экономики и культуры штата.